# Park Yeon-seon
Park Yeon-seon (coréen: 박연선), est une scénariste et écrivaine sud-coréenne.

## Filmographie

### Cinéma
- 2003 : My Tutor Friend (동갑내기 과외하기) de Kim Kyeong-hyeong
- 2003 : The First Amendment of Korea (대한민국 헌법 제1조) de Song Kyeong-shik
- 2004 : Too Beautiful To Lie (그녀를 믿지 마세요) de Bae Hyeong-jun
- 2004 : Love so divine (신부수업) de Heo In-moo
- 2004 : Lovely Rivals (여선생 VS 여제자) de Jang Gyu-sung
- 2007 : Attack on the Pin-Up Boys (꽃미남 연쇄 테러사건) de Lee Kwon
- 2008 : Frivolous Wife (날나리 종부전) de Lim Won-kook
- 2009 : White Night (백야행 - 하얀 어둠 속을 걷다) de Park Shin-woo
- 2012 : Papa (파파) de Han Ji-seung

### Télévision
- 2004 : Ms. Kim’s Million Dollar Quest (파란만장 미스김 10억 만들기)
- 2006 : Alone in Love (연애시대)
- 2007 : Four Gold Chasers (얼렁뚱땅흥신소)
- 2010 : The Scary One, The Ghost and I (무서운 놈과 귀신과 나)
- 2011 : White Christmas (화이트 크리스마스)
- 2012 : Wild Romance (난폭한 로맨스)